# Golden Hour (álbum de Kygo)
Golden Hour es el tercer álbum de estudio del DJ noruego y productor discográfico de tropical house, Kygo. Fue lanzado el 29 de mayo de 2020 bajo el sello de Sony Music. 

## Antecedentes
En junio de 2018, Kygo anunció una colaboración con la banda de rock estadounidense Imagine Dragons titulada «Born to Be Yours». El sencillo se lanzó el 11 de junio y hasta el 2 de enero de 2020, acumuló 362 millones de reproducciones en Spotify y 120 millones en YouTube. Posteriormente, el 21 de septiembre, Kygo estrenó su próximo sencillo, «Happy Now», durante su presentación en el Festival de Música iHeartRadio, llevado a cabo en el T-Mobile Arena. Esta canción es una colaboración con Sandro Cavazza. El 24 de octubre, Kygo compartió un adelanto del video musical del sencillo en sus redes sociales, y finalmente, el sencillo fue lanzado el 26 de octubre. Hasta el 2 de enero de 2020, había sido reproducido 109 millones de veces en YouTube y 330 millones de veces en Spotify. 
En octubre de 2018, Kygo y su mánager, Myles Shear, establecieron una asociación con Sony Music Entertainment para lanzar el sello Palm Tree Records. Este sello tiene como objetivo servir como plataforma para artistas emergentes y prometedores. 
«Think About You», una colaboración con la cantante estadounidense Valerie Broussard, fue lanzado como sencillo el 14 de febrero de 2019, programado para el Día de San Valentín. 
«Carry On» es una canción con la cantante británica Rita Ora, lanzada como sencillo independiente para la película de 2019 Detective Pikachu. El tema salió al público el 19 de abril de 2019 bajo el sello de RCA Records, y ha acumulado más de 174 millones de reproducciones en Spotify.
El 23 de mayo de 2019, Kygo lanzó «Not OK» junto a la cantante estadounidense Chelsea Cutler. Hasta el 2 de enero de 2020, el video de la canción en YouTube había alcanzado las 72 millones de visualizaciones, mientras que en Spotify había sido reproducida más de 69 millones de veces.
El 14 de junio de 2019, Kygo lanzó su primera canción en noruego, en colaboración con los raperos de Bergen Store P y Lars Vaular, titulada «Kem kan eg ringe».
El 28 de junio de 2019, Kygo hizo una remezcla de la versión de Whitney Houston de la canción «Higher Love» de Steve Winwood. El 21 de agosto de 2019, «Higher Love» alcanzó el puesto número 1 en el Dance Club Songs chart de la revista Billboard, convirtiéndose en el lanzamiento póstumo más exitoso de Houston hasta la fecha. La canción ha sido reproducida más de 252 millones de veces en Spotify hasta el 2 de enero de 2020.
El 6 de diciembre de 2019, Kygo colaboró con The Chainsmokers en una pista titulada «Family». 
El 20 de enero, Kygo, a través de sus redes sociales, adelantó una canción inédita de Avicii conocida como «Forever Yours». Esta canción, que Avicii había tocado por primera vez en el Ultra Music Festival 2016 pero que nunca completó durante su vida, recibió el toque tropical de Kygo después de que Sandro Cavazza, su colaborador, le enviara la canción y con el consentimiento de la familia de Avicii. La canción fue lanzada el 24 de enero de 2020. 
El 23 de marzo de 2020, Kygo anunció a través de sus redes sociales que había completado su tercer álbum titulado Golden Hour. Luego lanzó el sencillo «Like It Is», con Zara Larsson y Tyga, el 27 de marzo de 2020. 
El 2 de abril de 2020, Kygo lanzó «I'll Wait» con voces de Sasha Sloan. Al día siguiente, se lanzó un video musical protagonizado por la pareja estadounidense Rob Gronkowski y Camille Kostek que contenía imágenes personales de su vida juntos. El 16 de abril de 2020, Kygo colaboró con el cantante marroquí-inglés en una pista titulada «Freedom». 
El 11 de mayo de 2020, Kygo anunció oficialmente la lista de canciones para el álbum Golden Hour. El 15 de mayo de 2020, lanzó otra pista, con OneRepublic, titulada «Lose Somebody», junto con la preventa del álbum. Kygo lanzó el sexto y último sencillo del álbum, «The Truth», con Valerie Broussard (con quien había colaborado anteriormente en «Think About You»), el 22 de mayo de 2020. 

## Lista de canciones
| Lista de sencillos de Golden Hour |                                               | |                            |          |  |
| N.º                               | Título                                        | Escritor(es) | Productor(es)              | Duración |  |
| 1.                                | «The Truth» (con Valerie Broussard)           | Kyrre Gørvell-Dahll Lena Leon Valerie Broussard                                                                               | Kygo                       | 3:13     |  |
| 2.                                | «Lose Somebody» (con OneRepublic)             | Gørvell-Dahll Philip Plested Ryan Tedder Jacob Torrey Morten Ristorp Alexander Delicata Alysa Vanderheym                      | Kygo                       | 3:19     |  |
| 3.                                | «Feels Like Forever» (con Jamie N Commons)    | Gørvell-Dahll Jamie N Commons Elias Caparis Nicholas Petricca Kevin Rey Sean Waugaman Eli Maiman Benjamin Berger Ryan McMahon | Kygo                       | 3:37     |  |
| 4.                                | «Freedom» (con Zak Abel)                      | Gørvell-Dahll Sandro Cavazza                                                                                                  | Kygo Lawrie Martin         | 3:20     |  |
| 5.                                | «Beautiful» (con Sandro Cavazza)              | Gørvell-Dahll Cavazza Johan Lindbrandt                                                                                        | Kygo                       | 3:37     |  |
| 6.                                | «To Die For» (con St. Lundi)                  | Gørvell-Dahll Dermot Kennedy Tom Martin Brad Mair Archie Langley Jamie Scott                                                  | Kygo                       | 3:50     |  |
| 7.                                | «Broken Glass» (con Kim Petras)               | Gørvell-Dahll Chloe Angelides Kim Petras Fransisca Hall Lukasz Gottwald Aaron Joseph Sam Sumser Sean Small                    | Kygo Chloe Angelides       | 3:23     |  |
| 8.                                | «How Would I Know» (con Oh Wonder)            | Gørvell-Dahll Jaymes Young Lindsey Stirling Patrick Martin                                                                    | Kygo Petey Martin          | 3:00     |  |
| 9.                                | «Could You Love Me» (con Dreamlab)            | Gørvell-Dahll Daniel James | Kygo Dreamlab              | 3:22     |  |
| 10.                               | «Higher Love» (con Whitney Houston)           | Steve Winwood William Jennings                                                                                                | Kygo Narada Michael Walden | 3:50     |  |
| 11.                               | «I'll Wait» (con Sasha Sloan)                 | Gørvell-Dahll Sasha Sloan Scott Harris                                                                                        | Kygo Scott Harris          | 3:35     |  |
| 12.                               | «Don't Give Up on Love» (con Sam Tinnesz)     | Gørvell-Dahll Broussard Samuel Anton Tinnesz James Bairian Louis Castle                                                       | Kygo The Gifted            | 3:09     |  |
| 13.                               | «Say You Will» (con Patrick Droney and Petey) | Gørvell-Dahll Patrick Droney Nick Furlong Petey Martin                                                                        | Kygo P. Martin             | 3:27     |  |
| 14.                               | «Follow» (con Joe Janiak)                     | Gørvell-Dahll Joe Janiak Sean Douglas P. Martin                                                                               | Kygo P. Martin             | 2:55     |  |
| 15.                               | «Like It Is» (con Zara Larsson y Tyga)        | Gørvell-Dahll Dua Lipa Nick Hodgson Gez O'Connell Zara Larsson P. Martin Michael Stevenson                                    | Kygo P. Martin             | 3:01     |  |
| 16.                               | «Someday» (con Zac Brown)                     | Gørvell-Dahll Petricca Furlong                                                                                                | Kygo Furlong               | 3:43     |  |
| 17.                               | «Hurting» (con Rhys Lewis)                    | Gørvell-Dahll Ryan Hennessy Jimmy Rainsford Jayson DeZuzio Jonny Price                                                        | Kygo                       | 3:06     |  |
| 18.                               | «Only Us» (con Haux)                          | Gørvell-Dahll Woodson Black P. Martin                                                                                         | Kygo P. Martin             | 3:22     |  |
| 60:47                             |                                               | |                            |          |  |

## Posicionamiento en listas

### Rendimiento semanal
| Listas (2020)                            | Mejor posición |
| ---------------------------------------- | -------------- |
| Australia (ARIA)                         | 9              |
| Austria (Ö3 Austria)                     | 20             |
| Bélgica (Ultratop flamenca)              | 29             |
| Bélgica (Ultratop valona)                | 52             |
| Canadá (Billboard Canadian Albums)       | 2              |
| República Checa (ČNS IFPI)               | 95             |
| Dinamarca (Hitlisten)                    | 15             |
| Países Bajos (Album Top 100)             | 8              |
| Finlandia (Suomen Virallinen Lista)      | 7              |
| Francia (SNEP)                           | 34             |
| Alemania (Offizielle Top 100)            | 42             |
| Irlanda (OCC)                            | 7              |
| Italia (FIMI)                            | 30             |
| Japan Hot Albums (Billboard)             | 34             |
| Japón (Oricon)                           | 30             |
| Nueva Zelanda (Recorded Music NZ)        | 11             |
| Noruega (VG-lista)                       | 1              |
| Escocia (Scottish Albums Chart)          | 18             |
| Suecia (Sverigetopplistan)               | 5              |
| Suiza (Schweizer Hitparade)              | 4              |
| Reino Unido (UK Albums Chart)            | 6              |
| Reino Unido (UK Dance Albums)            | 2              |
| Estados Unidos (Billboard 200)           | 18             |
| Estados Unidos (Dance/Electronic Albums) | 2              |

### Rendimiento anual
| Listas (2020)                              | Posición |
| ------------------------------------------ | -------- |
| Swedish Albums (Sverigetopplistan)         | 100      |
| US Top Dance/Electronic Albums (Billboard) | 5        |

| Listas(2021)                               | Posición |
| ------------------------------------------ | -------- |
| Norwegian Albums (VG-lista)                | 19       |
| US Top Dance/Electronic Albums (Billboard) | 6        |